# Гроле (Тарн)
Гроле́ (фр. и окс. Graulhet) — коммуна во Франции, находится в регионе Юг — Пиренеи. Департамент — Тарн. Административный центр кантона Гроле. Округ коммуны — Кастр.
Код INSEE коммуны — 81105.

## География
Коммуна расположена приблизительно в 570 км к югу от Парижа, в 50 км восточнее Тулузы, в 23 км к юго-западу от Альби.
В северной части коммуны протекает река Даду.

## Климат
Климат умеренно-океанический. Зима мягкая и дождливая, лето жаркое с частыми грозами. Ветры довольно редки.

## Население
Население коммуны на 2010 год составляло 11 955 человек.
| 1962   | 1968   | 1975   | 1982   | 1990   | 1999   | 2010   |
| ------ | ------ | ------ | ------ | ------ | ------ | ------ |
| 10 155 | 12 073 | 14 097 | 13 543 | 13 523 | 12 656 | 11 955 |

## Администрация
| Период | Период | Фамилия         | Партия                                     | Примечания |
| ------ | ------ | --------------- | ------------------------------------------ | ---------- |
| 1944   | 1965   | Ноэль Пелиссу   | Французская секция Рабочего интернационала |            |
| 1965   | 1971   | Бернар Дюмонтье | Французская секция Рабочего интернационала |            |
| 1971   | 1977   | Андре Понтье    | Социалистическая партия                    |            |
| 1977   | 1989   | Анри Аржелес    | Социалистическая партия                    |            |
| 1989   | 1995   | Клод Буке       | Социалистическая партия                    |            |
| 1995   | 2001   | Жан Пикарель    | Разные правые                              |            |
| 2001   | 2005   | Франсуаза Роде  | Союз за французскую демократию             |            |
| 2005   | 2008   | Жан Пикарель    | Разные правые                              |            |
| 2008   | 2020   | Клод Фита       | Социалистическая партия                    |            |

## Экономика
В 2007 году среди 6980 человек в трудоспособном возрасте (15—64 лет) 4647 были экономически активными, 2333 — неактивными (показатель активности — 66,6 %, в 1999 году было 64,6 %). Из 4647 активных работали 3873 человека (2141 мужчина и 1732 женщины), безработных было 774 (333 мужчины и 441 женщина). Среди 2333 неактивных 640 человек были учениками или студентами, 817 — пенсионерами, 876 были неактивными по другим причинам.

## Достопримечательности
- Замок Лезиньяк (XIII век). Исторический памятник с 1977 года.[4]
- Старый мост через реку Даду (XIII век). Исторический памятник с 1937 года.[5]

## Города-побратимы
- Прин-ам-Химзе (Германия, с 1971)[6]

## Фотогалерея

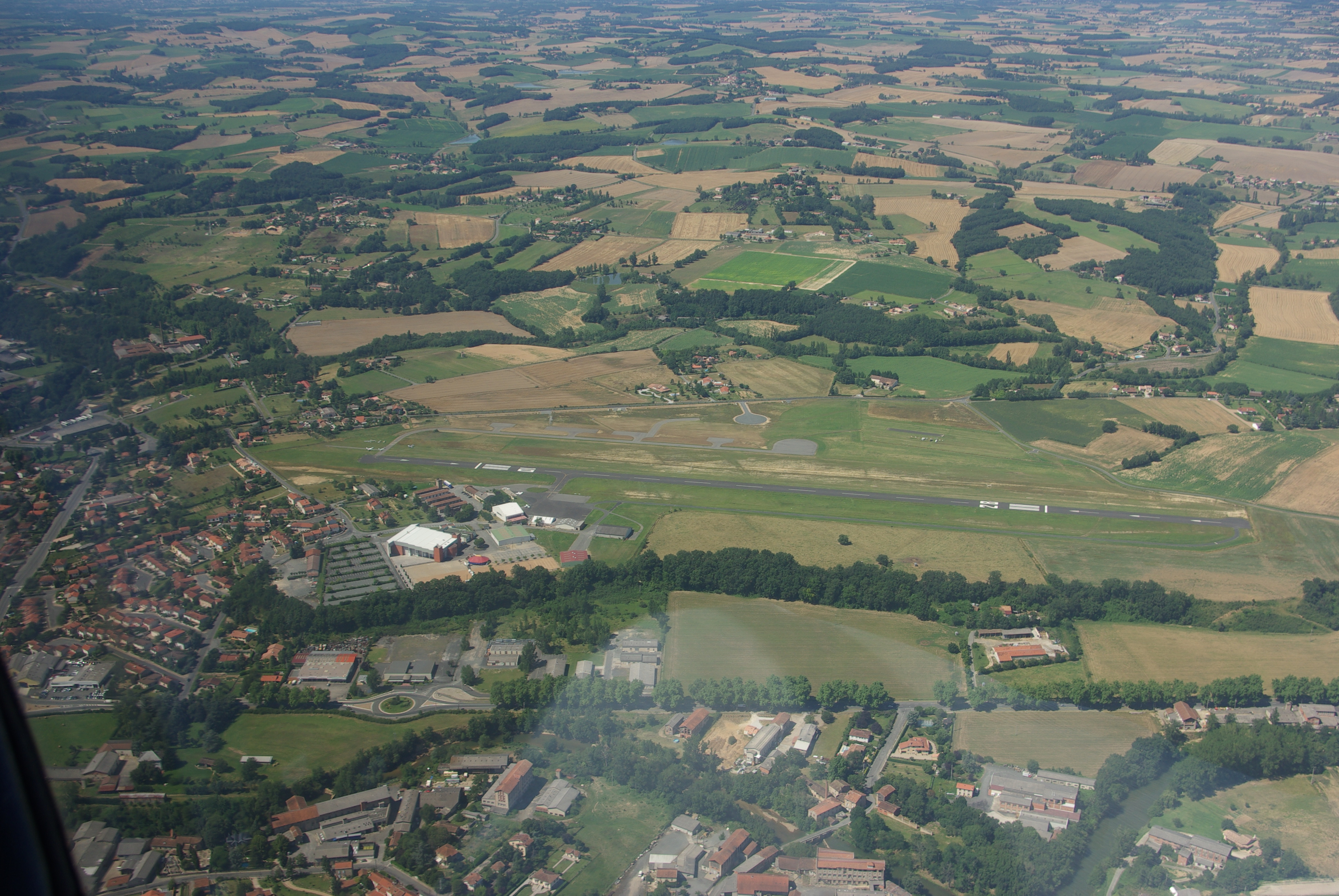
Гроле
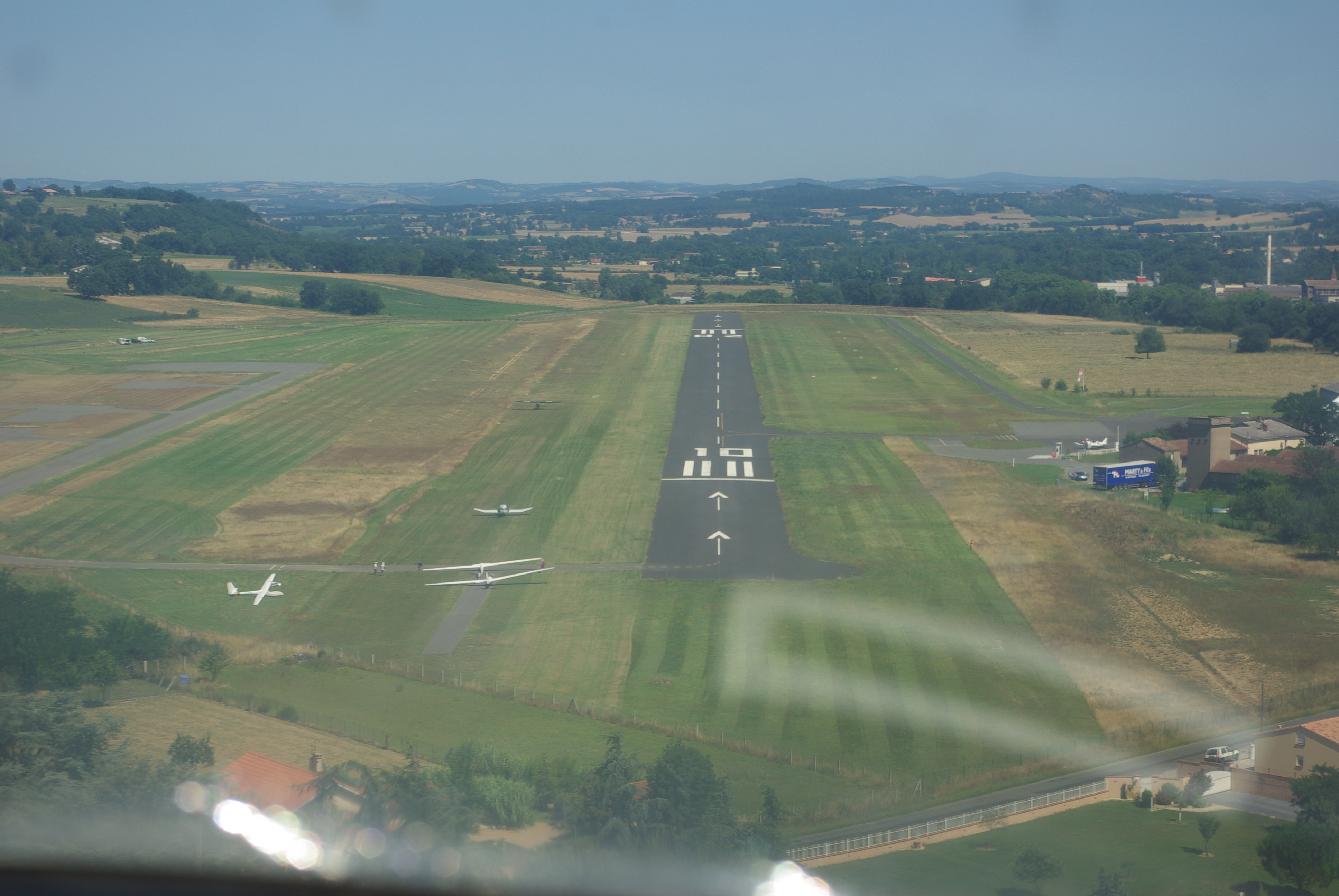
Аэродром
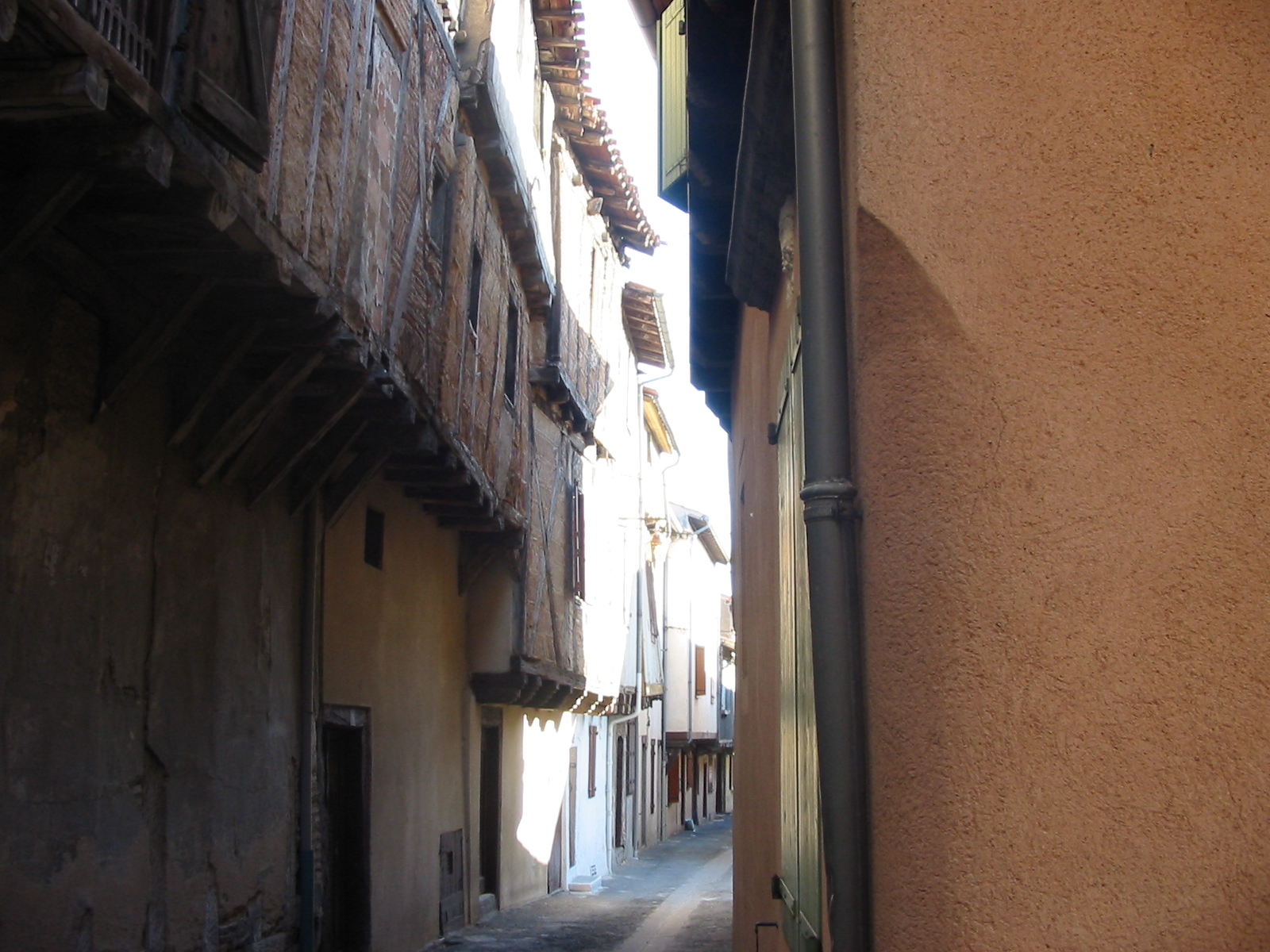
Улица
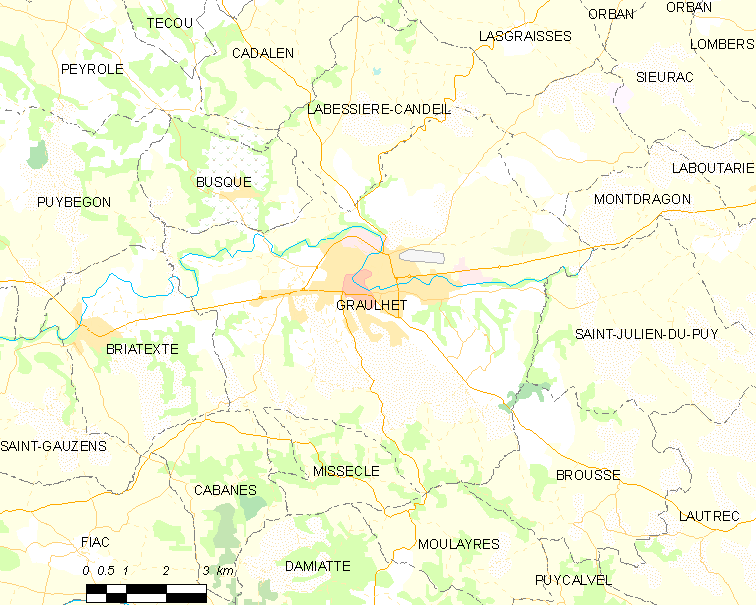
Карта коммуны